# Cactus (musikalbum)
Cactus är Cactus självbetitlade debutalbum, utgivet 1970.

## Låtlista
Där inte annat anges är låtarna skrivna av Appice, Bogert, Day, McCarty.
1. "Parchman Farm" (Mose Allison) - 3:06
2. "My Lady from South of Detroit" - 4:26
3. "Bro. Bill" - 5:10
4. "You Can't Judge a Book by the Cover" (Willie Dixon) - 6:30
5. "Let Me Swim" - 3:50
6. "No Need to Worry" - 6:14
7. "Oleo" - 4:51
8. "Feel So Good" - 6:03

## Medverkande musiker
- Tim Bogert - bas, bakgrundssång
- Carmine Appice - trummor, slagverk, bakgrundssång
- Jim McCarty - gitarr
- Rusty Day - sång, munspel